# آكل العسل ذو اللون الأصفر
آكل العسل ذو اللون الأصفر (بالإنجليزية: Yellow-plumed honeyeater)‏ هو نوع من الطيور من عائلة آكلات العسل. إنه مستوطن في أستراليا. موائلها الطبيعية هي غابات معتدلة ونباتات شجرية من النوع المتوسطي.  